# Asesinato de Isabel de Baviera
El asesinato de Isabel de Baviera fue un atentado cometido en 1898 contra la emperatriz de Austria y reina de Hungría Isabel Amalia Eugenia, conocida como Sissi.

## Atentado

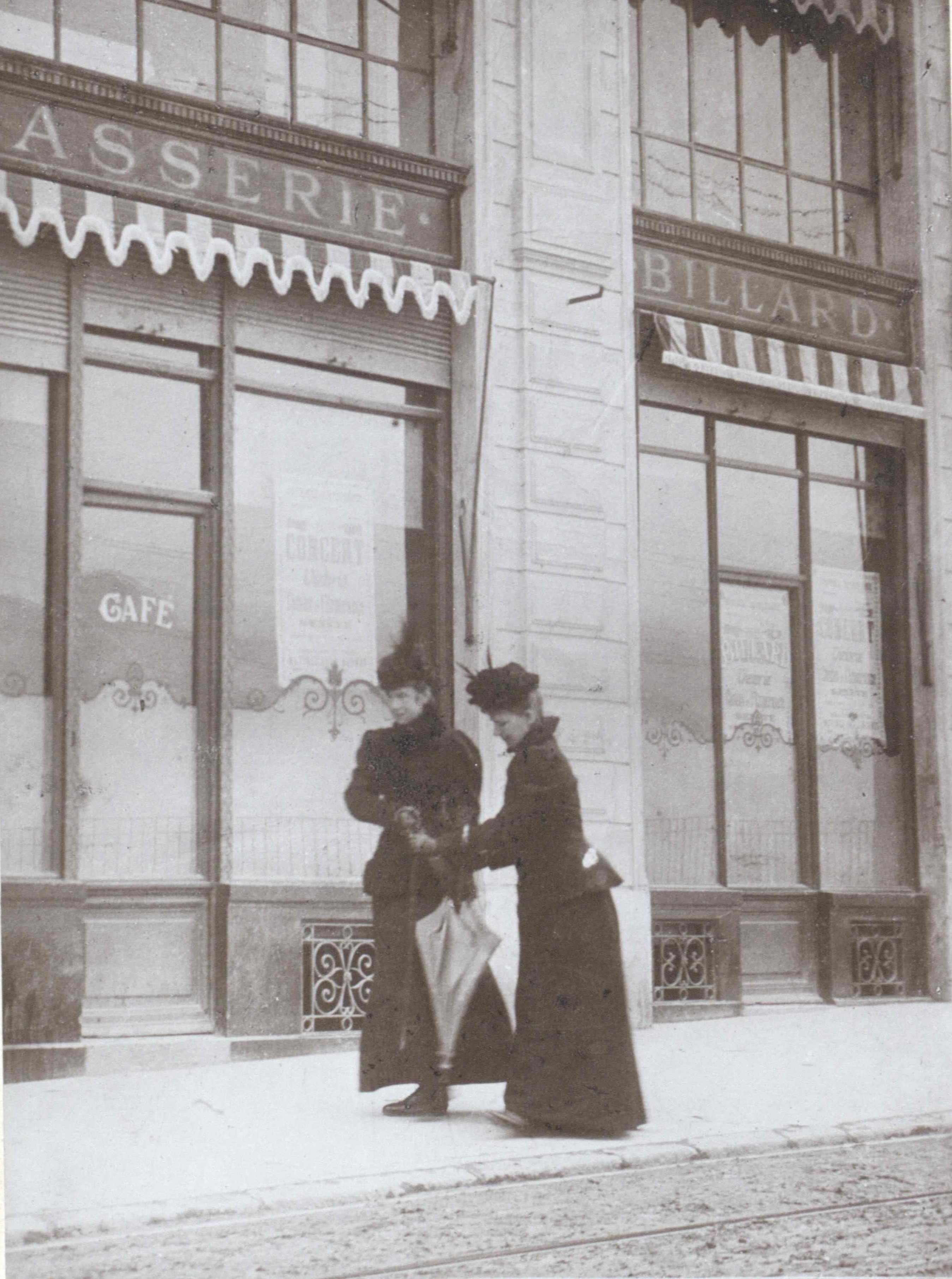
Última fotografía de Isabel de Baviera, tomada en Territet el día antes de su muerte (9 de septiembre de 1898)

En 1898, pese al riesgo de un posible intento de asesinato, Isabel, de 60 años de edad, viajó de incógnito a Ginebra, Suiza. A pesar de las precauciones tomadas, una fuente del hotel Beau-Rivage Geneva reveló que la emperatriz de Austria se hallaba entre sus huéspedes.
A las 13:35 horas del sábado 10 de septiembre de 1898, Isabel y su dama de compañía, la condesa húngara Irma Sztáray de Sztára et Nagymihály, abandonaron el hotel, situado a orillas del lago Lemán, y se dirigieron a pie al puerto con el fin de abordar el buque de vapor MS Genève, el cual las iba a llevar hasta Montreux. Debido a que detestaba las aglomeraciones, la emperatriz insistió en dirigirse hasta el puerto las dos solas sin la compañía de su séquito. Por lo general, la seguridad personal de la emperatriz se hallaba confiada a otra condesa húngara, Maria Festetics, quien debido a su avanzada edad y precaria salud se había visto forzada a tomar un descanso, motivo por el que en su viaje a Ginebra, la emperatriz contó con la compañía de Sztáray, de menor edad. Ambas caminaban por el paseo marítimo cuando de pronto un joven anarquista italiano de 25 años de edad, Luigi Lucheni, quien las había estado esperando frente al hotel, se acercó a ellas aparentemente con el objetivo de mirar por debajo de la sombrilla que la emperatriz llevaba consigo para evitar que su rostro fuese visible, costumbre que había adoptado años atrás debido a su fobia a ser retratada. Según el testimonio de Sztáray, al tiempo que la campana del barco anunciaba la partida del mismo, Lucheni pareció tropezar y efectuar de inmediato un movimiento con su mano como si tuviese intención de mantener el equilibrio. En realidad, en un acto de propaganda por el hecho, el hombre había apuñalado a Isabel con una aguja afilada de 100 mm de longitud (que en realidad era una lima empleada para afilar los ojos de las agujas industriales), la cual había insertado previamente en un mango de madera, a modo de estilete.
El plan inicial de Lucheni era asesinar a Felipe de Orleans, si bien su objetivo se vio frustrado debido a la temprana partida del aristócrata de Ginebra rumbo a Valais. Debido a este fracaso, Lucheni escogió a Isabel cuando un periódico de Ginebra (según algunas fuentes el Ministerio de Asuntos Exteriores) informó que la mujer que viajaba bajo el pseudónimo de «condesa de Hohenembs» era la emperatriz:

Soy un anarquista por convicción... Vine a Ginebra para matar a un soberano, con el objetivo de dar un ejemplo a aquellos que sufren y aquellos que no hacen nada por mejorar su posición social; no me importaba qué soberano era el que debía matar... No era a una mujer a quien ataqué, sino a una emperatriz; era una corona que tenía a la vista.

Después del ataque, la emperatriz cayó al suelo. Un cochero la ayudó a levantarse y alertó al conserje del Beau-Rivage, de nombre Planner, quien había visto a la emperatriz caminar en dirección al barco. Sin ser conscientes de lo ocurrido, las dos mujeres reanudaron el trayecto y caminaron alrededor de 90 metros hasta la pasarela que conducía al MS Genève y lo abordaron, momento en que Sztáray dejó de sujetar el brazo de Isabel, tras lo cual la emperatriz perdió el conocimiento y cayó junto a ella. Sztáray pidió la ayuda de un médico, pero solo una enfermera, quien se hallaba en el barco como pasajera, estaba allí para prestar auxilio. Roux, el capitán, ignoraba la identidad de la mujer y debido a las altas temperaturas de la cubierta, aconsejó a la condesa desembarcar y llevar a su acompañante de vuelta al hotel, aunque el barco ya se encontraba saliendo del puerto. Tres hombres condujeron a Isabel a la cubierta superior y la tumbaron en un banco. Sztáray abrió su vestido y procedió a cortar los cordones del corsé para que la emperatriz pudiese respirar con mayor facilidad. Isabel recobró el conocimiento y Sztáray le preguntó si sentía dolor, a lo que la emperatriz respondió: «No», preguntando a continuación: «¿Qué ha pasado?», tras lo cual volvió a desmayarse.
La condesa Sztáray advirtió entonces la existencia de una mancha de color marrón sobre el seno izquierdo de la emperatriz. Alarmada ante el hecho de que Isabel siguiese inconsciente, la condesa informó al capitán de la identidad de la mujer y el barco regresó a Ginebra. La emperatriz fue conducida de vuelta al hotel por seis marineros en una camilla improvisada con cojines, dos remos y una vela. En una de las habitaciones, Fanny Mayer, esposa del director del hotel, una enfermera que se hallaba de visita y Sztáray, desvistieron a Isabel y le quitaron los zapatos, tras lo cual la condesa advirtió diminutas gotas de sangre y una pequeña herida. Cuando la levantaron de la camilla para acostarla en una cama, la emperatriz ya estaba muerta; de hecho, Mayer creía que las dos exhalaciones que escuchó de Isabel cuando la llevaron a la habitación fueron las últimas. Dos médicos, el doctor Golay y el doctor Mayer, llegaron junto con un sacerdote, quien ya no pudo administrar la extremaunción. Mayer realizó una incisión en la arteria del brazo izquierdo de la emperatriz para comprobar que estaba muerta, descubriendo que no había sangre en la misma. Isabel fue declarada muerta a las 14:10 horas. Todos los presentes en la sala se arrodillaron y rezaron por el descanso de su alma, procediendo la condesa Sztáray a cerrar los ojos de la emperatriz y a juntar las manos del cadáver.
Cuando el esposo de Isabel, el emperador Francisco José I de Austria, recibió un telegrama informándole de la muerte de la emperatriz, su primer temor fue que se hubiese suicidado (Isabel se hallaba en estado de depresión a causa de la muerte de su hijo Rodolfo en 1889), si bien un telegrama posterior, el cual informaba que Isabel había muerto asesinada, disipó sus dudas. En dicho telegrama se solicitaba permiso para la realización de una autopsia, siendo la respuesta del emperador que cualquier procedimiento prescrito por la ley suiza debía cumplirse.

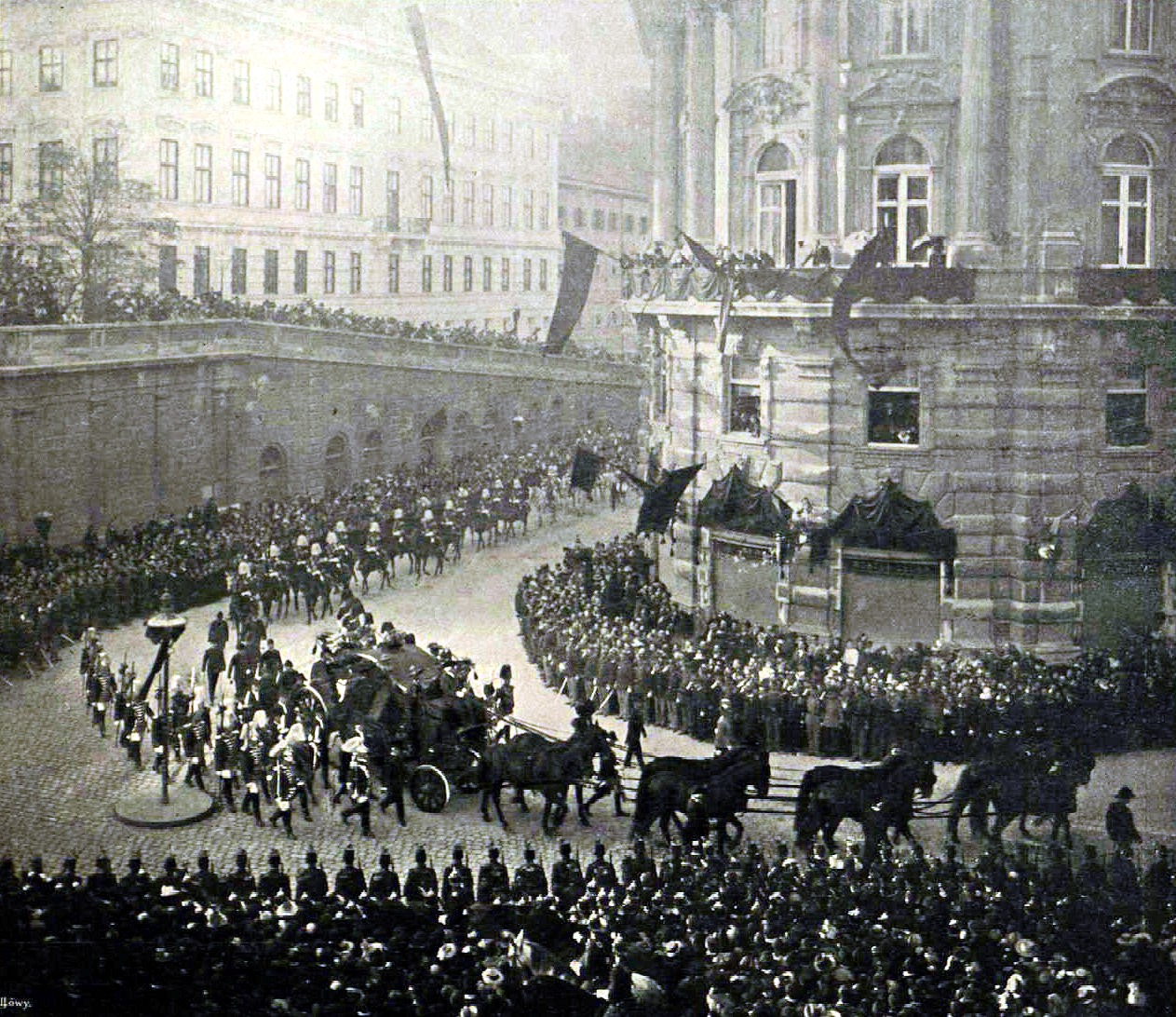
Funeral de Isabel de Baviera (17 de septiembre de 1898)

La autopsia fue llevada a cabo al día siguiente por Golay, quien descubrió que el arma homicida, aún en paradero desconocido, había penetrado 85 mm en el tórax, fracturando la cuarta costilla, perforando el pulmón y el pericardio, y penetrando en la parte superior del corazón antes de salir por la base del ventrículo izquierdo. Debido a lo delgada y afilada que era la aguja empleada, la herida resultante era muy estrecha y, a causa de la elevada presión que ejercía el corsé extremadamente apretado de la emperatriz, la hemorragia en el saco pericárdico alrededor del corazón se vio ralentizada y reducida a unas pequeñas gotas de sangre. Hasta que el saco se llenó, el latido del corazón no se vio afectado, hecho que explica el por qué Isabel fue capaz de caminar desde el lugar del asalto hasta la rampa que conducía al barco. En caso de que el arma homicida no hubiese sido retirada de la herida, la emperatriz habría podido vivir más tiempo, ya que la aguja hubiera actuado a modo de tapón y, por tanto, hubiese detenido el sangrado. Golay fotografió la herida, si bien entregó la instantánea al procurador general suizo, quien la destruyó bajo órdenes de Francisco José junto con el instrumental empleado en la autopsia.
Al tiempo que toda Ginebra se sumía en estado de luto, el cuerpo de la emperatriz era colocado en un triple ataúd: dos interiores de plomo y uno exterior de bronce, apoyado sobre garras de león. El día 13, antes de que los ataúdes fuesen sellados, los representantes oficiales del emperador llegaron para identificar el cuerpo. El ataúd estaba equipado con dos paneles de cristal cubiertos por puertas, las cuales podían deslizarse hacia atrás para permitir que el rostro del cadáver quedase expuesto. Al día siguiente, el cuerpo de Isabel fue conducido a Viena a bordo de un tren fúnebre. La inscripción del ataúd rezaba: «Isabel, emperatriz de Austria y reina de Hungría», habiendo sido las cuatro últimas palabras añadidas precipitadamente después de que la inscripción inicial causase ofensa entre el pueblo húngaro. Todo el imperio austrohúngaro se sumió en estado de luto; 82 soberanos y nobles de alto rango siguieron al cortejo fúnebre la mañana del 17 de septiembre hasta la Cripta Imperial de Viena, en la Iglesia de los Capuchinos, donde Isabel recibió sepultura.

### Hechos posteriores
Tras el ataque, Lucheni huyó a través de la rue des Alpes, arrojando el arma homicida en el interior de la entrada del n.º 3. Fue capturado por dos taxistas y un marinero, siendo finalmente apresado por un gendarme. El arma fue hallada a la mañana siguiente por el conserje del edificio mientras acometía tareas de limpieza; inicialmente pensó que la aguja pertenecía a un obrero que se había mudado el día anterior, motivo por el que no notificó el hallazgo a la policía hasta el día siguiente. La aguja no presentaba rastros de sangre además de que la punta estaba rota, producto del golpe que sufrió el arma cuando Lucheni la arrojó al suelo. La aguja era tan fina que se especuló había sido deliberadamente  seleccionada, puesto que era más fácil que pasase inadvertida que un cuchillo, el cual habría delatado a Lucheni a medida que se aproximase. Lucheni había planeado comprar un estilete, pero debido a que no disponía del dinero suficiente para adquirirlo (12 francos), simplemente optó por afilar una lima con una daga casera hasta convertirla en una aguja y cortar un trozo de madera empleada como leña a modo de mango.
Pese a que Lucheni alardeaba de que había actuado solo, debido a que muchos refugiados políticos habían encontrado asilo en Suiza, se consideró la posibilidad de que el asesino formase parte de un complot y de que la vida del emperador estuviese en peligro. En cuanto se supo que un italiano era el responsable de la muerte de Isabel, se produjeron disturbios en Viena y se llevaron a cabo represalias contra los italianos. La intensidad de la conmoción por la muerte de la emperatriz, el duelo y la ofensa fueron incluso superiores en comparación con la muerte de Rodolfo, surgiendo de inmediato protestas por la falta de protección de Isabel. La policía suiza era plenamente consciente de la presencia de la emperatriz, enviándose telegramas a las autoridades competentes aconsejando la toma de precauciones. Virieux, jefe de policía del Cantón de Vaud, había organizado la seguridad de Isabel, pero la emperatriz había detectado la presencia de los oficiales a las afueras del hotel el día antes del atentado y había protestado argumentando que aquello le resultaba desagradable, por lo que a Virieux no le había quedado otra opción que retirarlos. También resulta posible que si Isabel no hubiese rechazado a su séquito el día de los hechos, la presencia de más de una persona acompañando a la emperatriz hubiese desalentado a Lucheni, quien había estado siguiéndola por varios días a la espera de una oportunidad para atentar contra ella.
Lucheni fue conducido ante la corte de Ginebra en octubre. Furioso por el hecho de que la pena de muerte hubiese sido abolida, solicitó ser juzgado según las leyes del Cantón de Lucerna, donde la pena de muerte aún seguía vigente, firmando su petición con las siguientes palabras: «Luigi Lucheni, anarquista, y uno de los más peligrosos». Puesto que Isabel era famosa por preferir a gente común en vez de a cortesanos debido a sus obras de caridad, y considerando lo inocente que era la víctima como para ser objeto de un crimen de motivaciones anarquistas, la salud mental de Lucheni fue cuestionada. Francisco José declaró al príncipe Liechtenstein: «Que un hombre ataque a una mujer así, cuya vida entera pasó haciendo bien y nunca hizo daño a ninguna persona, es para mí incomprensible». El testamento de la emperatriz estipulaba que una gran parte de su colección de joyas fuese vendida y que los ingresos, estimados en aproximadamente 600 000 libras, fuesen destinados a varias organizaciones religiosas y de caridad. Todo aquello ajeno a las joyas de la corona y a las propiedades que Isabel tenía derecho a legar fue dado a su nieta, la archiduquesa Isabel María de Austria, hija de Rodolfo.
Lucheni fue declarado mentalmente sano, si bien fue juzgado como un criminal común en vez de como un criminal político. Condenado a cadena perpetua el 10 de noviembre, y ante la negativa a permitírsele hacer una declaración política por su acción, intentó suicidarse con el abridor afilado de una lata de sardinas el 20 de febrero de 1900. Diez años después, la tarde del 19 de octubre de 1910, Lucheni se ahorcó en su celda con su propio cinturón después de que un guardia confiscase y destruyese sus memorias, las cuales estaban incompletas.